# Judith O’Dea
Judith O’Dea (ur. 20 kwietnia 1945 w Pittsburghu) – amerykańska aktorka. Występowała w roli Barbary z filmu George’a A. Romera Noc żywych trupów.
Także właścicielka i operatorka firmy O’Dea Communications.

## Filmografia
Oprócz słynnej roli Barbary, Judith grała kilka pierwszo- i drugoplanowych ról w filmach:
- Pirat (1978)
- Klaustrofobia (2003)
- October Moon (2005)
- November Son (2008)

Na rok 2009 zaplanowane były premiery trzech kinowych filmów z udziałem aktorki. W dwóch z nich – Timo Rose's Beast i The Ocean – występuje ona na drugim planie, zaś w horrorze Women’s Studies wciela się w jedną z głównych ról.